# Világkereskedelmi Központ
A Világkereskedelmi Központ (angolul World Trade Center, rövidítve: WTC) egy eredetileg hét épületből álló épületkomplexum volt New York város Manhattan városrészében. A WTC-t Raymond Hood álmodta meg és vázolta fel futurisztikus művében a Manhattan 1950-ben. Jamaszaki Minoru japán-amerikai építész és segítőtársa, Emery Roth tervezte meg. Legismertebb épületei a 110 emeletes ikertornyok voltak (World Trade Center 1 és 2).
Az épületkomplexum az 1970-es években épült és egyszer már kibírt egy terrortámadást (1993. február 26.) Az Egyesült Államok legfontosabb és a világ egyik legfontosabb pénzügyi központja volt, ezenkívül New York legmagasabb és az Egyesült Államok második legmagasabb épülete. A 2001. szeptember 11-ei terrortámadásokban az ikertornyok megsemmisültek.
A komplexum olyan hatalmas volt, hogy saját irányítószámot rendeltek hozzá (10048).
A WTC bizonyos részei a katasztrófa ellenére részben még tovább üzemeltek, ahogy a szomszédos, a Központtal szinte egybeépült World Financial Center is. A tornyok helyét körülkerítették és már a tragédia után közvetlenül elhatározták, hogy új, a korábbinál magasabb tornyot építenek a helyére. Később statikai és egyéb okokból úgy döntöttek, hogy lebontják a megmaradt sérült épületeket is és egy új központot építenek a helyére. Az új épület eredetileg a Freedom Tower (Szabadság torony) nevet viselte volna, végül azonban One World Trade Center lett. Megtervezésére nemzetközi pályázatot írtak ki, alapkövét 2006. december 19-én rakták le, a torony pedig 2013. május 11-én készült el. A terület többi részén emlékparkot és egy új, nagyrészt föld alatti közlekedési csomópontot (vasúti-, metró- és buszpályaudvart) alakítottak ki. A tornyok helyét Ground Zero-nak (Nulladik szint) nevezik, jelenleg egy összefüggő, kb. 7 emelet mély gödör. Az újjáépített 7-es épületet 2006-ban adták át, a World Financial Center 2001 óta is folyamatosan üzemel.

## Története

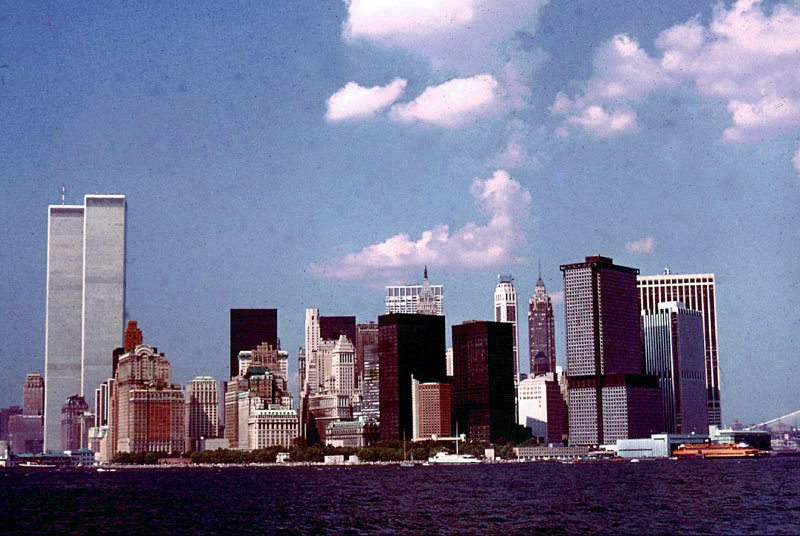
Manhattan, 1976. július 30.

A WTC alapötlete 1962-ben született, majd 1964-ben kezdett konkrét formát ölteni. A központ életre hívásának kiötlője a Port Authority of New York and New Jersey (PA) (magyarul: Kikötői Hatóság) volt, melyet 1921-ben alapítottak. A kikötői hatóság pénztárában elegendő pénz halmozódott fel az 1960-as évekre. A kereskedelmi központot emellett bankok, ingatlanügynökségek és a pénzügyi szektor is támogatta. Egész negyedek sorvadoztak Manhattanben a pénzügyi válság következtében. A projekt ellen legerélyesebben tiltakozók a boltosok és az ott lakók voltak, akikre kényszerű kiköltözés várt. A hatóság felvásárolta a földterületet és kitelepítette az ott lakókat.
Az építkezés 1966-ban kezdődött meg. Az üvegdoboz stílust képviselő tagolatlan épületegyüttes jellemzői közé sorolható a geometrikus osztatok és vertiksíkok, az üvegfalak és az óriási teherbírású gyámoszlopok. A felhőkarcoló acélszerkezete 1971 tavaszán készült el, az első bérlők 1972-ben költöztek be az északi toronyba. 1973 nyarán a déli tornyot is átadták. Alapterülete 6 hektár volt, a tornyok tövében létesített tér kiterjedése pedig meghaladta a 20 ezer m²-t.
„A World Trade Centernek az emberiségbe vetett bizalom kézzel fogható ereklyéjévé kell válnia, kifejezésre juttatva az egyes ember méltóság iránti igényét, az együttműködés és összefogás szükségszerűségének felismerését, végső fokon pedig a nagyság felfedezésére irányuló képességét” /Yamasaki/

## Élet a WTC-ben

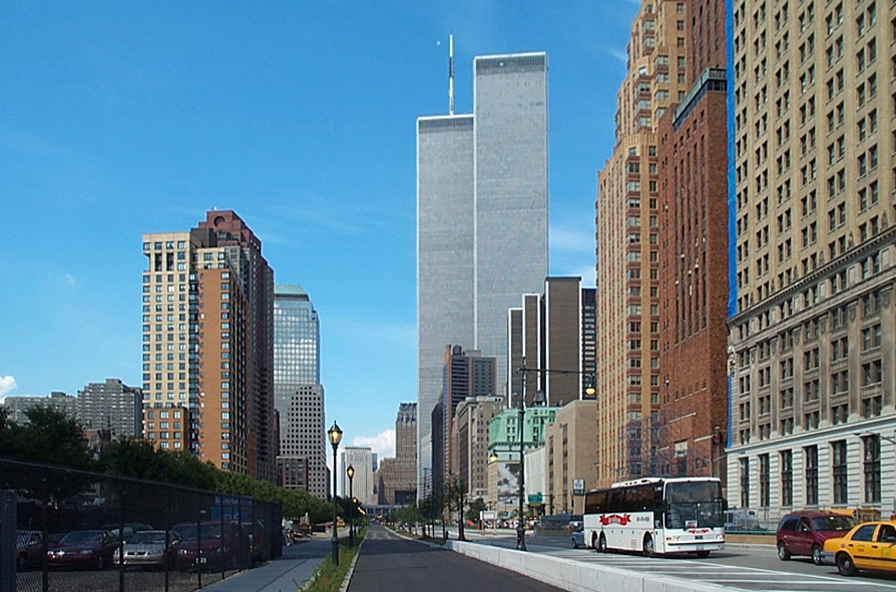
WTC környéke

Körülbelül egy évtizedig főleg a hajózási és kereskedelmi cégeket vonzotta a Világkereskedelmi Központ. New York állam és a kikötői hatóság jelentős kiterjedésű irodahelyet kötött le magának az épületegyüttesben. Az 1980-as évek elejére a WTC irodahelyiségek bérleti díjai a piaci ár alatti szintről egyre magasabbra kúsztak, elérték, majd meghaladták az átlagot. A kisebb bérlők kénytelenek voltak kiköltözni az épületből, mert nem bírták el a díjemeléseket. A helyüket bankok, tőzsdei ügynökségek, biztosító társaságok, jogi irodák foglalták el.
A tornyot körülvevő sétatér a legfrekventáltabb közterületté vált, a WTC kezdte átvenni a Wall Street helyét, mint a legfelkapottabb turistalátványosság Dél-Manhattanben.
Az árutőzsde beköltözése a WTC IV-be, majd később a Pénzügyi Világközpont (World Financial Center, WFC) felbukkanása a WTC közvetlen nyugati szomszédságában 1988-ban tovább tágította a pénzügyi negyed határait, melyek hagyományosan a Wall Streeten húzódtak.
Az idők múlásával, a külföldi turisták és a New York-i fiatalabb nemzedék szemében a WTC a pénzügyi körzet markáns jelképévé vált. Télen, nyáron látogatók ezrei özönlöttek naponta a WTC-be, hogy később a fedett összekötő hídon átsétáljanak a WFC-be. A sétaút továbbiakban a Winter Garden, azaz a Télikert elegáns, üveg és acél fedte, üzletek és éttermek kísérte kristálypalotáján vitt keresztül, ki egészen a Hudson folyó partjára, ahol takaros parkok várták a nézelődőket. A szokványos körséta egy másik fedett hídon kanyarodott vissza északi irányba, és vezetett a Wall Streetbe torkolló keskeny utcák közé. Utána ismét feltűnt a WTC kettős tornya, alatta a bevásárlóutcával és éttermekkel. A légkondicionált éttermek zsúfolásig tele voltak és a legkülönbözőbb kulináris élvezetekkel kecsegtettek.
A két toronyban és a hozzá kapcsolódó épületekben mintegy 50 ezer, különböző nemzetiségű ember dolgozott. Nagy tudású szakértők, üzletemberek és pályakezdők kötöttek naponta ezerféle üzletet. Látogatóként mintegy 200 ezren fordultak meg naponta a komplexumban.

## Technikai adatok

A WTC felvonóinak vázlatos elrendezése

A két tornyon kívül a komplexumhoz öt további épület és egy föld alatti bevásárlóközpont tartozott. A hármas számú épületet a Skidmore, Owings és Merrill tervezte és a Marriott szállodalánc hotelje volt, melyet 1971-ben adtak át a Vista Szállodával együtt. A kilencemeletes WTC IV-ben, a Southeast Plaza Building adott otthont az árutőzsdének a szintén 9 emeletes Northeast Plaza Building pedig szállítmányozási cégek, tőzsdeügynökségek, bankok és ingatlanirodák székhelye volt. A WTC VI elnevezést a vámhivatal nyolcszintes épülete kapta. Az összeomló ikertornyok ezeket az épületeket is maguk alá temették.
Az ikertorony kettős hasábja 417 és 415,1 méter magas volt. Az égig érő dobozok oldalai 63 méter szélesek voltak. A két, 110 emeletes épületben 95 lift működött. Az alapzat 20 méter mélyen ágyazódott be Manhattan sziklatalapzatába. Az építkezéshez 200 ezer tonna acélt használtak fel és összesen 4800 kilométernyi elektromos vezetéket fektettek le, hogy ellássák a toronyház napi 80 ezer kilowattórányi áramigényét. A két tornyon 13 ezer, egyenként 50 cm széles ablakot alakítottak ki. Összesen a külső falak burkolása 19 970 négyzetméternyi üvegfelületet vett igénybe. Az alapozásnál 1,115 millió négyzetméternyi földterületet mozgattak meg. New York és New Jersey összekötő helyiérdekű vasútvonalait részben átirányították, metróalagutakat csatlakoztattak be és gyalogos átjárókat építettek ki.
Yamasaki több mint százféle modellt terjesztett elő, amíg a választás az ikertornyot is magába foglaló változatra esett. Az építész szakított a felhőkarcoló építés korábban bevált elveivel és szabályaival, és merőben szokatlan módon alkalmazta a rendelkezésére álló technológiákat és nyersanyagokat.
A 63 méter széles homlokfalak acélelemekből és 9×3 méteres, előregyártott modulokból összetevődő rácsozatra kúsztak fel, melyek ellenálltak a heves széllökéseknek és a földrengések okozta rezgéseknek, méghozzá úgy, hogy a megterhelést maguk a külső falak terítették szét és nyelték el.

## 1993-as terrortámadás
1993. február 26-án helyi idő szerint 12:17-kor a Világkereskedelmi Központ északi tornyának alagsori garázsában terroristák felrobbantottak egy kb. 680 kg robbanószerrel megrakott kisbuszt. A felrobbanó bombától hatan meghaltak, több mint ezren pedig megsebesültek, és az épületben is súlyos károk keletkeztek: a detonáció mintegy 30 méteres rést ütött 4 alagsori szint betonjában.
A terrorcselekményért hat muszlim szélsőségest ítéltek el 1997-ben és 1998-ban, egyenként 240 év börtönbüntetésre. A bíró szerint a támadás fő célja az északi torony destabilizálása, és a déli toronyba döntése volt, amivel mindkét tornyot megsemmisítették volna.
A bombatámadás áldozatainak emlékművet állítottak, egy szökőkút képében.

## 2001-es terrortámadás

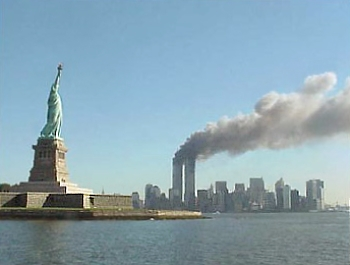
A lángoló World Trade Center. Az előtérben a Szabadság-szobor látható.

2001. szeptember 11-én terroristák egyidejűleg négy utasszállító repülőgépet kerítettek hatalmukba az Amerikai Egyesült Államokban. A négy gép közül az első New York-i idő szerint 8:46-kor, a második 9:03-kor a Világkereskedelmi Központ ikertornyaiba, a harmadik Washingtonban az USA hadügyminisztériuma, a Pentagon épületébe csapódott (ezt eredetileg a Fehér Házba vezették volna bele, ám az utolsó pillanatban a gép tett egy közel 270°-os fordulatot, ezzel a Pentagonba irányítva azt); a negyedik, amelyet valójában akartak a Pentagonnak vezetni a terroristák, Pennsylvania államban lezuhant.
A képen látható a World Trade Center két ikertornya, melyek a becsapódó repülőgépektől kigyulladtak, majd röviddel egymás után összeomlottak.
Noha a WTC-t úgy tervezték, hogy felhőkarcolói kivédjék a viharos erejű légköri mozgások és a külső tényezők okozta jelentős roncsolások  hatását, a két épület nem tudta feldolgozni és túlélni azt az óriási hőt, amelyet a nekik irányított repülőgépekből kiömlő és lángba boruló 60-70 tonnányi üzemanyag termelt. Az irtózatos hőség kilágyította és leválasztotta a betonelemeket a belső acélvázról és a külső rácsozatról. A forróság következtében az utóbbiak szintén elveszítették ellenállásukat, így végül összeomlottak saját súlyuk alatt, közel 2500 áldozattal.

## Érdekességek
- 1974. augusztus 7-én a reggeli órákban Philippe Petit francia kötéltáncos több ízben is átsétált az épület két tornya között kifeszített kötélen. A bámészkodó tömeg feszült állapotban követte végig az attrakciót.[1]
- 1975. július 22-én Owen Quinn 24 éves New York-i lakos ejtőernyős ugrást hajtott végre az északi torony tetejéről. Földet éréskor alaposan megütötte magát, a hatóságok pedig feljelentést tettek ellene birtokháborítás miatt.
- 1977. május 26-án George Willig New York-i 27 éves fiatalember a világon elsőként felmászott a WTC tetejére. Speciális karmokat használt, melyekkel meg tudott kapaszkodni a homlokzat réseiben. A mutatvány három órán keresztül zajlott. Az eseményt televíziók közvetítették.
- Az épületeket úgy tervezték, hogy esetleges összeomláskor magukba roskadjanak. Ez a támadáskor így is történt.[forrás?]
- 2010 júliusában az épület romjai között egy 18. századi hajót találtak.[2]
- Az épület romjai között találtak egy sérült, de életben maradt kínai díszkörtefát(wd). A fa több évig ideiglenesen egy kertészetben volt, majd 2010-ben visszaültették a helyére, azóta is él, virágzik, szimbolizálva a ellenállóképességet, túlélést és újjászületést.[3]

## A WTC a filmművészetben

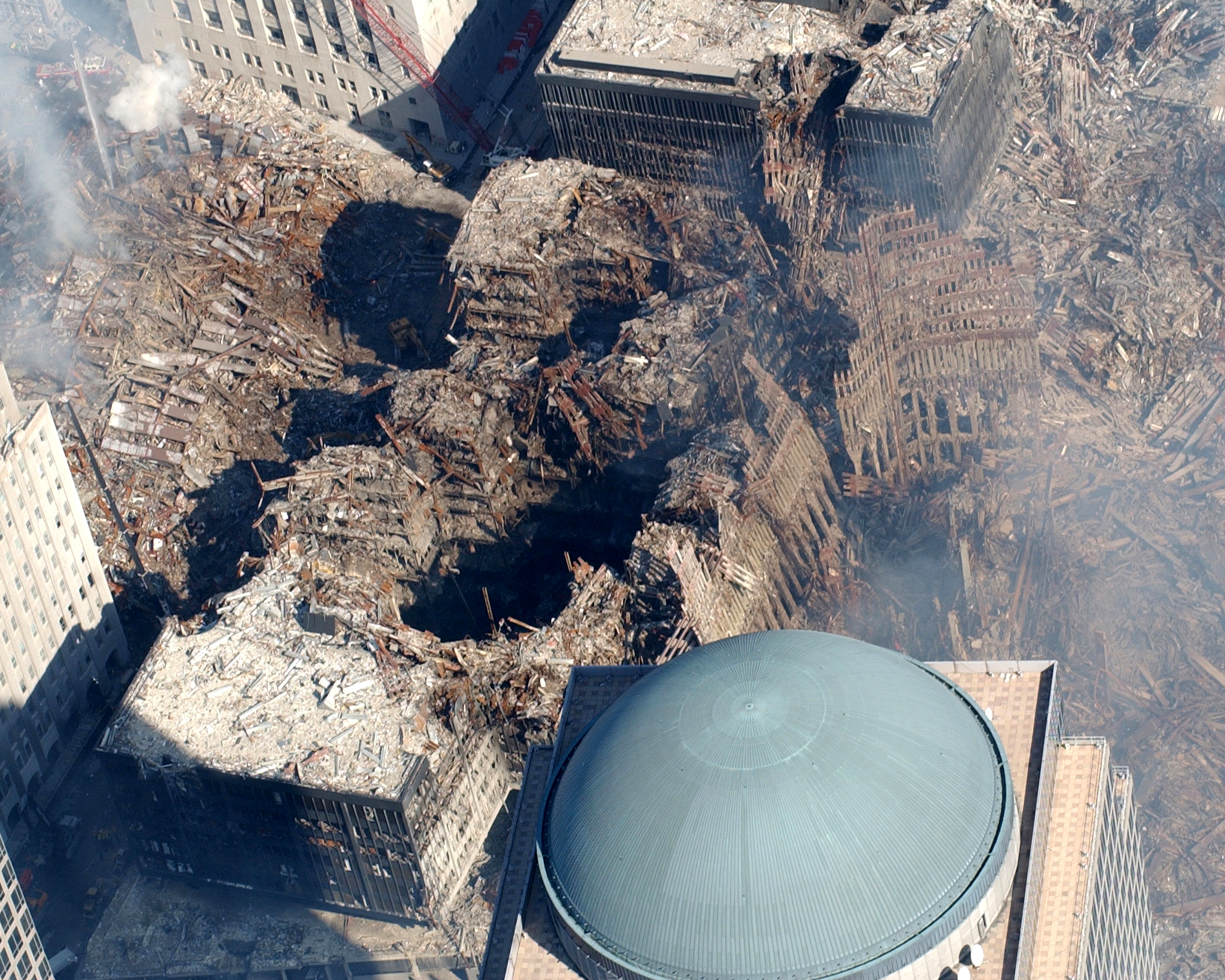
A WTC romjai

A King Kong (1976) című film legismertebb jelenetében az óriásmajom, mancsában Jessica Lange-gel átugrik az egyik toronyról a másikra, mielőtt levetné magát a mélységbe.
Rengeteg filmben feltűnt az ikertorony, ha másképp nem, hát kívülről, háttérként vagy vágóképként használva. A tornyon belül forgatni tetemes költséggel járt, de néhány filmben feltűnnek a WTC belső részei is. Az ismertebbek közül néhány: Woody Allen Manhattane (1979), a Menekülés New Yorkból című klasszikus akciófilm 1981-ből, az 1987-es Tőzsdecápák, valamint az 1988-as Dolgozó lány, melyben az ambiciózus Melanie Griffith vágyakozva tekint fel a törekvést jelképező ikertornyokra. Az 1992-es Reszkessetek, betörők! 2. – Elveszve New Yorkban című karácsonyi filmben, Kevin McCallister (Macaulay Culkin) felmegy az ikertornyok egyike tetejére és onnan fényképezi a kilátást. Az 1998-ban bemutatott Godzillában az ikertorony ismét egy sci-fi mű szereplője. Szintén láthatjuk Steven Spielberg A. I. – Mesterséges értelem című sci-fijében. A filmet hat héttel a katasztrófa előtt mutatták be. A jövőben játszódó filmben szerepelnek az ikertornyok, sőt egy jelenetben, amely időszámítás után 12 000 körül játszódik, még mindig állnak. A kritikusok és viták ellenére Spielberg a DVD-változatban is benne hagyta a tornyokat. A 2007-es Postal The Movie című film első jelenete a terrortámadást teljesen abszurd módon mutatja be (a repülő pilótafülkéjébe betörnek és elhárítják a gépet amelyet a terroristák a Bahamákra akartak eltéríteni).
2006-ban bemutatott World Trade Center című filmben tűnik föl, amely két rendőrtiszt romok alóli megmenekülését dolgozza fel. 2010-ben az Emlékezz rám című film végkifejletében látható.
A 2015-ben bemutatott Kötéltánc című filmben bemutatják Philippe Petit életét, többek között azt, ahogyan egyensúlyozik a World Trade Center két tornya között.